# Aquille Carr
Aquille Carr, né le 28 septembre 1993, à Baltimore, au Maryland, est un joueur américain de basket-ball. Il évolue au poste de meneur.